# حمام خور
حمام خور مربوط به دوره صفوی است و در شهرستان خوسف، روستای خور واقع شده و این اثر در تاریخ ۱۲ تیر ۱۳۸۴ با شمارهٔ ثبت ۱۲۰۸۶ به‌عنوان یکی از آثار ملی ایران به ثبت رسیده است.